# بذرالبنج بویراحمدی
بذرالبنج بویراحمدی (نام علمی: Hyoscyamus kotschyanus) نام یک گونه از سرده بذرالبنج است.